# Heinz Benölken
Heinz Benölken (* 1. Juli 1942 in Ahaus, Westfalen) ist ein deutscher Unternehmensberater und Fachbuchautor. Seine Beratungsschwerpunkte und Themen sind in der Finanzdienstleistungsbranche, im Strategiemanagement, der Unternehmensentwicklung und im Start-Up- sowie Gesundheitsmanagement.

## Werdegang
Benölken absolvierte eine Ausbildung zum Bankkaufmann bei der  Sparkasse Ost-Münsterland und danach ein betriebswirtschaftliches Studium an der Albertus-Magnus-Universität in Köln. Nach dem Studium war er von 1969 bis 1981 in der Bayerischen Vereinsbank, Deutscher Sparkassen- und Giroverband und Nord/LB im Firmenkundengeschäft und strategischen Controlling tätig. Zwischenzeitlich promovierte er im Dezember 1974 an der Ruhr-Universität Bochum mit der Dissertation „Langfristige Personalplanung im Kreditinstitut“ zum Dr. oec. Von 1982 bis 1984 war er Leiter des Controlling der Provinzial Kiel, heute Provinzial Nordwest.
1985 übernahm  Benölken die Leitung des Geschäftsbereichs Banken und Versicherungen einer Unternehmensberatung.  1987 machte er sich selbstständig und gründete die Dr. Benölken $ Partner GmbH (1992 umbenannt in „BUB Dr. Benölken Unternehmensberatung GmbH“), die er bis zum Verkauf des Unternehmens im Jahr 2012 führte. Wesentlicher Schwerpunkt war ein IT-gestütztes Planungssystem „Strategische Planung in 10 Bausteinen“, mit dem die BUB  Beratungskunden in Kreditwirtschaft, Assekuranz  im deutschen Sprachraum und in Ungarn (Sieger bei einer Weltbank-Ausschreibung) gewann.
Im Jahr 1999 war er als Landessieger im StartUp-Wettbewerb der Sparkassen-Finanzgruppe im Bundesland Berlin. Gemeinsam mit der BCF Kapitalbeteiligungsgesellschaft der Berliner Bankgesellschaft (heute: Landesbank Berlin AG) gründete er das Software-Unternehmen InnoConsult GmbH (IC) mit Sitz in Kassel und Dresden. Nach Aufgliederung der Berliner Bankgesellschaft in mehrere Nachfolgeunternehmen wurde die IC im Jahr 2004 mit der BUB fusioniert und als eigenständiger Geschäftsbereich bis zum Verkauf der BUB im Jahr 2012 weitergeführt.
Außerdem beteiligte sich Benölken mit einem Team mit der Geschäftsidee „FIT120A – Akademie für Gesundheit und Lebensfreude“ am StartUp-Wettbewerb 2015 der start2grow-Wirtschaftsförderung Dortmund die „FIT120A eG – Akademie für Gesundheit und Lebensfreude“ und gelangte unter die fünf Erstprämierten. Kern der Geschäftsidee ist eine  Gesundheitsplanung auf der Basis eines IT-gestützten Systems von 10 Bausteinen, mit denen Menschen über ihren Lebensstil ihre  geistige und körperliche Fitness beeinflussen können. Die Umsetzung erfolgte  2015 mit der  Gründung der „FIT120A eG“, deren Vorstandsvorsitz Heinz Benölken übernahm.
Heinz Benölken ist seit 1982 Gründungsmitglied des Arbeitskreises Assekuranz-Controlling des Internationalen Controller Vereins (ICV) und dort heute noch Mitglied.  Er ist Gründungsmitglied und war von 1999 bis 2005 stv. Vorsitzender der Deutsch-Bulgarischen Gesellschaft Dresden eV, deren Mitglied er auch heute noch ist.

## Publikationen

### Autor
- mit Heinz Wings: Banking 3.0 – Trendbrüche, neue Geschäftsmodelle  und Spielregeln. Shaker Media, Aachen 2014
- mit Andrea Blütchen, Julia Hintermeier: Strategie-Entwicklungsprozess und neue MaRisk. Frankfurt-School-Verlag, Frankfurt a. M., 2011
- mit Nils Bröhl, Andrea Blütchen: Altersvorsorge am Scheideweg – Bürgerbedarf, Politikanspruch und Anbieterverhalten Verlag Gabler, Wiesbaden 2011
- mit Diethard Simmert: Forschungsbericht: Sparpotenziale bei veränderten gesellschaftlichen Rahmenbedingungen im Auftrag der Wissenschaftsförderung der Sparkassen-Finanzgruppe e.V. / Bonn, Mai 2007
- mit Emma Gerber, Reinhard M. Skudlik: Versicherungsvertrieb im Wandel – Schlüsselfaktor: Kundenbeziehungsmanagement. Verlag Gabler, Wiesbaden 2005
- Bauspargeschäft und Bausparkassen-Sektor im Finanzdienstleistungs-Wettbewerb, Ergebnisse einer strategischen Bestandsaufnahme. Karlsruhe 2003
- Neue Strategien für das Firmenkundengeschäft in Banken und Sparkassen, Risikosteuerung, Marketing und Prozessmanagement. Wiesbaden, 2002
- Consulting Banking – Vom Risiko-Management zum Firmenkunden-Marketing. Wiesbaden, 1998
- mit Adolf Klinger: Vertriebsstrategien der Neunziger. Holzmann Verlag, Bad Wörishofen, 1993
- mit Heinz Wings: Lean Banking. Wege zur Marktführerschaft. Verlag Gabler, Wiesbaden 1994
- mit Peter Greipel: Dienstleistungs-Management – Service als strategische Erfolgsposition.  Verlag Gabler, Wiesbaden 1994
- Langfristige Personalplanung im Kreditinstitut. Duncker und Humblot, Berlin, 1976 (zugleich Dissertation)

### Herausgeber
- Strategien zum Erfolg: Handbuch für Finanzdienstleister.  BoD, Norderstedt 2008
- mit Anja Winkelmann: Fusionsmanagement in der Kreditwirtschaft. Stuttgart 1994